# Hausen (Arnstadt)
Hausen (ⓘ) ist ein Ortsteil der Stadt Arnstadt im Ilm-Kreis (Thüringen) mit 202 Einwohnern (2022) auf einer Fläche von 1,67 km².

## Geografie
Hausen liegt zwischen Arnstadt im Nordwesten und Stadtilm im Südosten im Tal der Wipfra in etwa 330 Metern Höhe. Etwa einen Kilometer westlich des Dorfes verläuft die Bundesautobahn 71, hinter der sich der 388 Meter hohe Schlossberg erhebt. Nach Norden und Süden verläuft das Tal der Wipfra und im Osten Hausens beginnt eine Randebene des Thüringer Beckens, die den gesamten Nordosten des Ilm-Kreises einnimmt. Ebenfalls nach Osten führt der Steingraben, der an der Wüstung Lengefeld endet. Nachbarorte sind Marlishausen, das nah an Hausen herangewachsen ist, im Norden und Görbitzhausen im Süden.

## Geschichte
Hausen wurde 932 erstmals urkundlich erwähnt. Bis 1920 war Hausen Teil der Oberherrschaft von Schwarzburg-Sondershausen, seitdem gehörte es zum Landkreis Arnstadt, einem der Vorläufer des Ilm-Kreises. Am 20. Mai 1963 wurde der Ort in die Gemeinde Marlishausen eingegliedert und mit dieser zusammen am 25. März 1994 in die neu gegründete Gemeinde Wipfratal umgegliedert. Am 1. Januar 2019 wurde Wipfratal nach Arnstadt eingemeindet.

## Politik
Die Arnstädter Ortsteile Ettischleben, Hausen und Marlishausen haben eine gemeinsame Ortsteilverfassung gemäß § 45 Thüringer Kommunalordnung, sodass für alle drei Ortsteile ein gemeinsamer Ortsteilbürgermeister und Ortsteilrat zuständig ist.
Der ehrenamtliche Ortsteilbürgermeister ist Marcel Koppe. Er wurde bei den Kommunalwahlen in Thüringen am 26. Mai 2024 erstmals ins Amt gewählt und löste Katja Beier ab. Zusammen mit acht weiteren Mitgliedern bildet Koppe den Ortsteilrat.

## Sehenswürdigkeiten

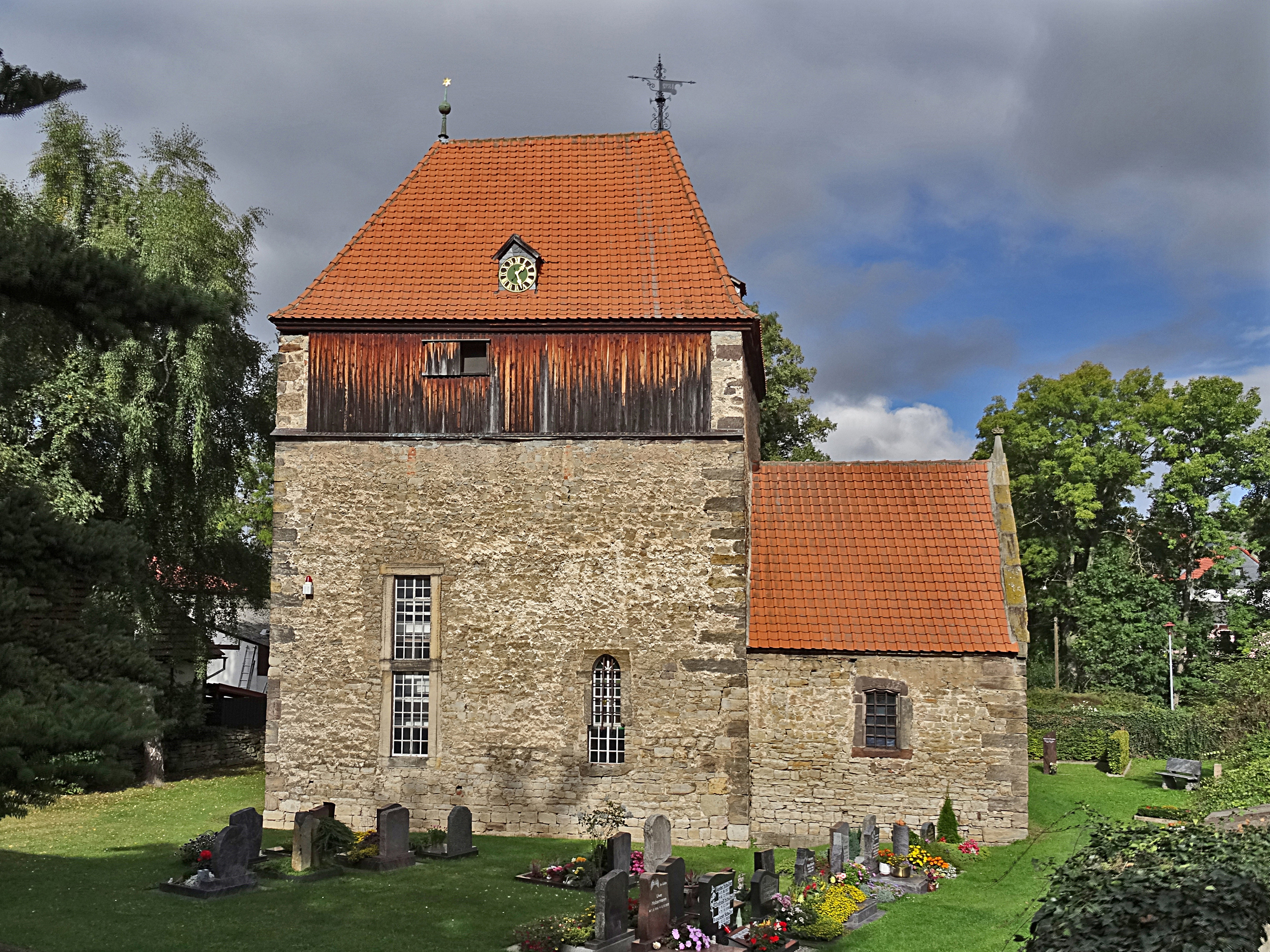
St.-Nikolaus-Kirche

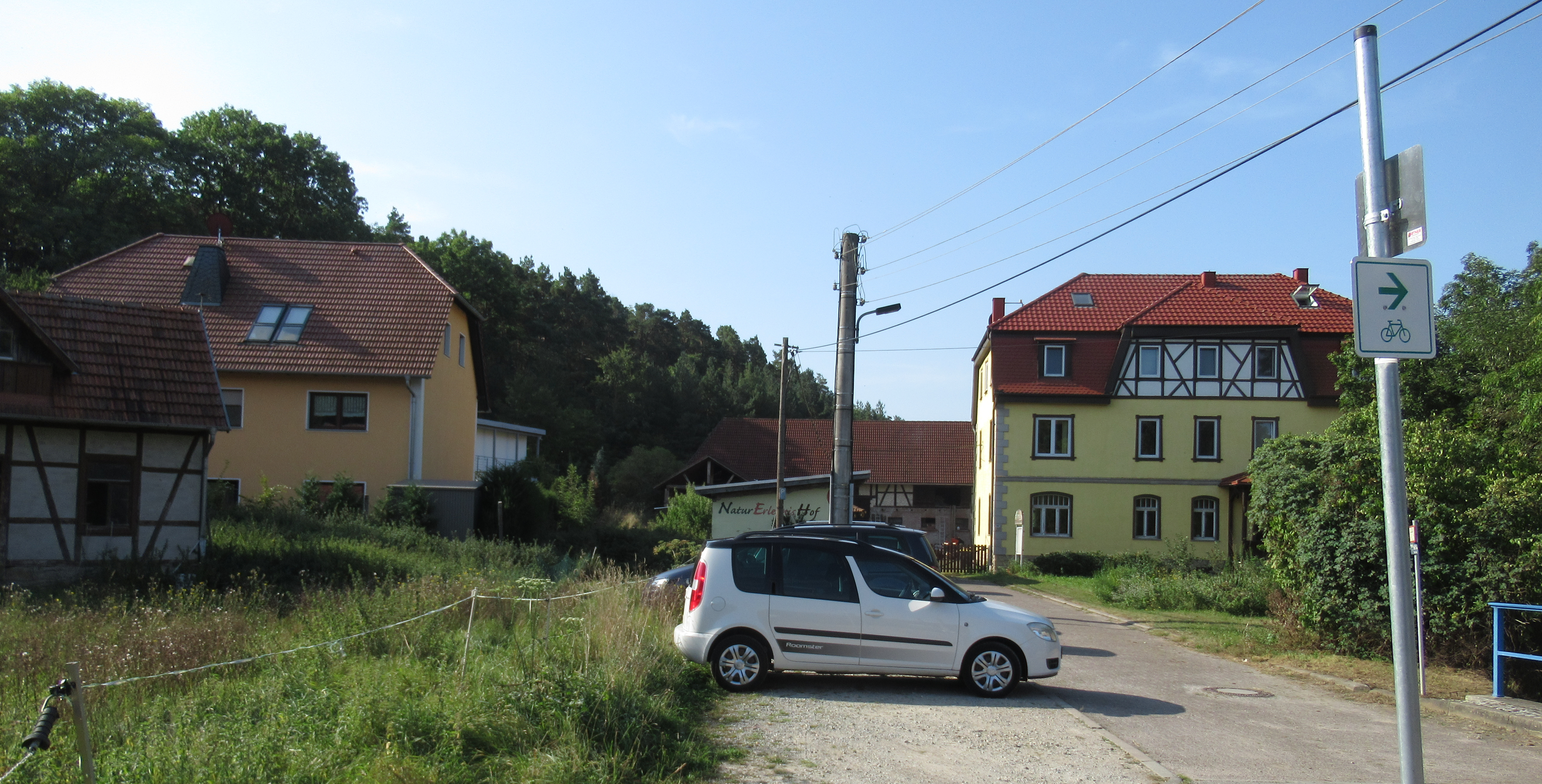
Naturerlebnishof Hausen

Sehenswert ist die evangelische Pfarrkirche St. Nikolaus. Diese ehemalige Kapelle eigentümlicher Gestalt ist romanischen Ursprungs und wurde im 15., 16. und 19. Jahrhundert umgebaut. Der Innenraum erhielt sein heutiges Aussehen um 1700. Der Flügelaltar stammt aus der Zeit um 1500 und die Orgel von 1842.

## Wirtschaft und Verkehr
Bekanntestes Unternehmen aus Hausen ist der Naturerlebnishof, ein Bio-Bauernhof in der ehemaligen Mühle, der zum einen Produkte für den Hofverkauf herstellt, zum anderen aber auch Feriengäste aufnimmt und Veranstaltungen für Schulklassen organisiert. Der Hof hält unter anderem Wasserbüffel und Kamerunschafe und engagiert sich für Umwelt- und Naturschutz. Mehrere Folgen der Doku-Soap Die Büffelranch wurden auf dem Hof gedreht.
Straßen verbinden Hausen mit Marlishausen im Norden, Görbitzhausen im Süden und Branchewinda im Südwesten. Arnstadt liegt sechs Kilometer nordwestlich und die A71-Auffahrt Arnstadt-Süd etwa zwei Kilometer nördlich. Durch Hausen führt die Bahnstrecke Arnstadt–Saalfeld, deren nächster Bahnhof sich etwa einen Kilometer nördlich in Marlishausen befindet.

## Persönlichkeiten
- Johann Caspar Vogler (1696–1763), Musiker, Schüler Johann Sebastian Bachs, Hoforganist in Weimar